# 岡義達
岡 義達（おか よしさと、1921年5月28日 - 1999年6月2日）は、日本の政治学者。専門は、政治学。東京大学名誉教授。

## 来歴
東京都生まれ。旧制府立高等学校、1946年東京帝国大学法学部政治学科卒業。1951年同大学院特別研究生中退。堀豊彦に師事。一橋大学社会学部助教授（1954-1964年）、東京大学法学部教授（1964-1982年）、大東文化大学法学部教授（1982-94年）を歴任。1999年、食道癌のため死去。

## 人物
- 寡作ではあるが後掲の主著『政治』に典型的な、独自の文体による個性ある「政治学原論」には玄人筋を含めてファンが多いとされる。
- 東京大学名誉教授・政治学者（政治史専攻）の岡義武は実兄。
- 教え子に大嶽秀夫、田中善一郎、樋渡展洋、宮崎省吾などがいる。なお、岡を正式の「指導教官」としていたわけではなかったが、舛添要一（ヨーロッパ政治史専攻）も政治学の「恩師」として岡の名前を挙げることがある。

## 著書

### 単著
- 『政治』（岩波書店［岩波新書］, 1971年）

### 学術論文・部分執筆
- 「国際政局におけるワイマール共和国――ドイツ」『國家學會雑誌』66巻10号（1953年, 升味準之輔と共同執筆）
- 「権力の循環と象徴の選択」『國家學會雑誌』66巻11・12号（1953年）
- 「戦後体制の政策と機構」日本政治学会編『年報政治学 戦後日本の政治過程』（岩波書店, 1953年, 辻清明と共同執筆）
- 「福祉国家と大衆政党――イギリス」日本政治学会編『年報政治学 政党・選挙・大衆――西欧デモクラシーにおける戦後段階』（岩波書店, 1956年）
- 「マス・デモクラシーと政治集団」岩波雄二郎編『岩波講座現代思想6 民衆と自由』（岩波書店, 1957年）
- 「政党と政党政治」岡義武編『現代日本の政治過程』（岩波書店, 1958年）
- 「国際平和と国内平和――イギリス外交政策の回路」『國家學會雑誌』77巻5・6号（1964年, 伊藤大一と共同執筆）
- 「政治文化の観点から見たソ連型社会主義の特質」『国際比較政治研究』1号（1992年）

### 著作集
- 『岡義達著作集』（吉田書店、2024年。編集＝永森誠一）

### 翻訳
- シグマンド・ノイマン『大衆国家と独裁――恒久の革命』

岩永健吉郎・高木誠共訳、みすず書房, 1960年、新装版1998年

## 関連書籍
- 澤井勇海「岡義達 行動論・象徴論から演技論へ」前田亮介編『戦後日本の学知と想像力』（吉田書店、2022年4月）